# Jerzy Kędzierski (kolejarz)
Jerzy Kędzierski (ur. 1948) – polski kolejarz, działacz związkowy, przewodniczący Federacji Związków Zawodowych Pracowników PKP.
Z zawodu maszynista i działacz związkowy. Pełnił obowiązki przewodniczącego Federacji Związków Zawodowych Pracowników PKP (2004-2008), oraz członka rady nadzorczej PKP S.A..